# مایکوباکتریوم گوردونه
مایکوباکتریوم گوردونه (Mycobacterium gordonae)، گونه‌ای از مایکوباکتریوم است که به افتخار دانشمندی به نام راث ای گوردون (Ruth E. Gordon) به همین نام نامیده می‌شود. باکتری، کلنی‌های زرد یا نارنجی صاف و اسکوتوکروموژن تولید می‌کند. باکتری به ندرت ایجاد بیماری می‌کند. مایکوباکتریوم گوردونه به‌طور گسترده در محیط پراکنده شده‌است و از آب و خاک نیز جدا شده‌است. این باکتری به‌طور اتفاقی از خلط و لاواژ معده انسان نیز جدا شده است.